# Rahul Bose
Rahul Bose (Calcutta, 27 juli 1967) is een Indiase acteur en filmregisseur.

## Levensloop
Rahul Bose werd geboren als kind van Rupen Bose en Kumud Bose in Bangalore, hij bracht zijn jeugd door in Calcutta en verhuisde daarna naar Mumbai. Bose ging eerst naar de Cathedral and John Connon School en bezocht later het Sydenham College in Mumbai. Hij brak door als acteur in 1993 in de film English, August. In 2002 speelde hij in de film Mr. and Mrs. Iyer (met Konkona Sen Sharma) over het geweld in India. Hij speelde ook de hoofdrol in de film Before the Rains uit 2008.
Bose heeft tevens gespeeld voor het Indiase nationale rugbyteam en is verbonden aan verschillende liefdadigheidsorganisaties.

## Filmografie
| Jaar | Film                                | Rol                           | Notitie                    |
| ---- | ----------------------------------- | ----------------------------- | -------------------------- |
| 1992 | Ramayana: The Legend of Prince Rama | Bharata                       | Stemacteur, animatiefilm   |
| 1994 | English, August                     | Agastya Sen                   |                            |
| 1996 | Bomgay                              | The Lefty                     |                            |
| 1998 | Bombay Boys                         | Ricardo Fernandes             |                            |
| 1999 | Split Wide Open                     | Kut Price                     |                            |
| 1999 | Thakshak                            | Sunny                         |                            |
| 2001 | Everybody Says I'm Fine!            | Rage                          | ook schrijver en regisseur |
| 2002 | Mr. and Mrs. Iyer                   | Jahangir Chaudhary alias Raja |                            |
| 2003 | Jhankaar Beats                      | Rishi                         |                            |
| 2003 | Ek Din 24 Ghante                    | Virendra                      |                            |
| 2003 | Mumbai Matinee                      | Debashish Chatterjee          |                            |
| 2003 | Chameli                             | Aman Kapoor                   |                            |
| 2004 | White Noise                         | Karan Deol                    |                            |
| 2005 | The Fall                            |                               | korte film                 |
| 2005 | Scrum in the Mud with Rahul Bose    | zichzelf                      | documentaire               |
| 2005 | Silsiilay                           | Neel Kashyap                  |                            |
| 2005 | 15 Park Avenue                      | Joydeep Roy                   |                            |
| 2005 | Ctrl Alt Del                        | Kabir                         | korte film                 |
| 2006 | Anuranan                            | Rahul Chatterjee              | Bengaalse film             |
| 2006 | Pyaar Ke Side Effects               | Siddharth Bose                |                            |
| 2006 | The Other Side of Bollywood         | zichzelf                      | documentaire               |
| 2007 | Chain Kulii Ki Main Kulii           | Varun Roy                     |                            |
| 2008 | Before the Rains                    | T. K. Neelan                  | Malayalam film             |
| 2008 | Shaurya                             | Majoor Siddhant Chaudhary     |                            |
| 2008 | Maan Gaye Mughal-e-Azam             | Arjun                         |                            |
| 2008 | Dil Kabaddi                         | Rishi                         |                            |
| 2008 | Tahaan                              | Zafar                         |                            |
| 2008 | Kalpurush                           | zoon                          |                            |
| 2009 | Antaheen                            | Abhik Choudhury               |                            |
| 2009 | The Whisperers                      | Sid                           | ook schrijver              |
| 2010 | Fired                               | Joy Mittal                    |                            |
| 2010 | The Japanese Wife                   | Snehamoy Chatterjee           | Bengaalse film             |
| 2011 | Kucch Luv Jaisaa                    | Raghav Passport               |                            |
| 2011 | I Am                                | Jay                           |                            |
| 2012 | Midnight's Children                 | Zulfikar                      |                            |
| 2012 | Laptop                              | Indro                         | Bengaalse film             |
| 2013 | Vishwaroopam                        | Omar Qureshi                  | Tamil film                 |
| 2013 | Shesher Kabita                      | Amit Ray                      | Bengaalse film             |
| 2014 | Shondhey Namar Agey                 | Prottush Alok Vhattacharjee   | Bengaalse film             |
| 2015 | Dil Dhadakne Do                     | Manav Sangha                  |                            |
| 2015 | The Last Poem                       | Amit                          | Bengaalse film             |
| 2015 | Under Construction                  | Imtiaz                        | Bengaalse film             |
| 2016 | Niruttara                           | Pradeep                       | Kannada film               |
| 2017 | Poorna: Courage Has No Limit        | Dr. R.S. Praveen Kumar        | ook regisseur en producent |
| 2018 | Vishwaroopam II                     | Omar Qureshi                  | Tamil film                 |
| 2020 | Bulbbul                             | Mahendra / Indranil           |                            |
| 2023 | Neeyat                              | Jimmy Mistry                  |                            |

- Bibliothèque nationale de France: cb162566203 (data)
- Gemeinsame Normdatei: 140522549
- International Standard Name Identifier: 0000 0001 0871 6722
- Library of Congress Control Number: nr2005007416
- Nationale bibliotheek van Australië: 40578499
- Nationale Bibliotheek van Israël: 987011561233905171
- Système universitaire de documentation: 176304363
- Trove: 1448013
- Virtual International Authority File: 14724280
- WorldCat: E39PBJjd8FTyWxcDTxCyvJmKh3